# Krijesnice
Krijesnice (Lampyridae) jedna su od porodica u razredu kukaca u koju širom svijeta spada oko 2.000 vrsta.
Mnoge, ali ne sve, vrste ove porodice mogu komunicirati pomoću svjetlosnih signala (bioluminiscencija). Ponekad se naziv "krijesnica" koristi za sve kukce koje imaju organe za bioluminiscenciju. Pored krijesnica u užem smislu, to su još i neke vrste iz porodice Phengodidae, kao i pojedine vrste nekih drugih porodica.

## Ponašanje
Svjetlosni signali se uglavnom odašilju radi pronalaženja i prepoznavanja mužjaka i ženki radi parenja. Sami signali su vrlo različiti. Kod nekih vrsta samo ženke imaju svijetleće organe, kod drugih ih imaju oba spola. Neke vrste trepere, druge odašilju trajno svjetlo. Signali su tipični za pojedinu vrstu i razlikuju se dužinom i ritmom. Kod sjevernoameričkog Photinus pyralis i mužjaci imaju svjetleće organe, a odgovor ženke s kašnjenjem od dvije sekunde je odlučujući za prepoznavanje.
Kod nekih vrsta sve jedinke iste vrste u okolini sinkroniziraju svoje signale, tako da čitavi nizovi grmlja ili stabala trepere u istom ritmu. Ovo je češća pojava kod krijesnica koje žive u Jugoistočnoj Aziji (Tajland i Malezija). Fenomen se može vidjeti uz Malajske rijeke u džungli. Na području zapadne polutke, pojava je puno rjeđa. Tijekom drugog tjedna lipnja može se vidjeti u nekim dijelovima Tennesseeja   Arhivirana inačica izvorne stranice od 13. siječnja 2006. (Wayback Machine), a i u nacionalnom parku Congaree u Južne Caroline   Arhivirana inačica izvorne stranice od 1. ožujka 2006. (Wayback Machine)  Arhivirana inačica izvorne stranice od 18. ožujka 2005. (Wayback Machine).
Većina vrsta hrani se nektarom i rosom, ali neke vrste su grabežljivci.
Kod nekih vrsta krijesnica je poznata pojava mimikrije. Ženke iz roda Photuris mogu oponašati svjetlosne signale ženiki roda Photinus kako bi primamile mužjake tog roda, i pojele ih. Neke druge vrste roda Photuris mogu oponašati signale više vrsta Photinus, ovisno koja se od tih vrsta trenutno nalazi u blizini.
Sve vrste krijesnica emitiraju svjetlosne signale samo noću. Signali nisu dovoljno snažni da bi se vidjeli danju i tako privukli partnera.
Mužjaci su uglavnom krilati, a neke su ženke beskrilne i podsjećaju na ličinke. Kod tih vrsta ženke su veće od mužjaka, i mogu položiti više jajašaca. Ličinke se hrane malim količinama puževa i drugim beskralješnjacima.

## Svijetleći organi
Pojava da živa bića "proizvode" svjetlost naziva se bioluminiscencija. Kod krijesnica se svjetlosni organ nalazi gotovo uvijek u zatku životinje. Svjetlo je rezultat reagiranja luciferina (neke prirodne tvari, različite kod različitih organizama) s ATPom i kisikom uz prisutnost enzima luciferaze. Energija koja se pri tome oslobađa se gotovo u cijelosti oslobađa u obliku svjetla i samo u zanemarivom dijelu se oslobađa toplina, tako da je stupanj efikasnosti ove pretvorbe oko 95%. Do danas, ni jedan umjetno proizveden izvor svjetla nije dosegao tako visoki stupanj efikasnosti. S donje strane donjeg dijela tijela kukca mogu se vidjeti bijela područja. na tim mjestima je hitinska ovojnica kukca svjetlopropusna. S unutrašnje strane, postoji bijeli sloj koji služi za odsjaj svjetla. Zbog toga se po danu mogu vidjeti ta bijela područja.

## Rasprostranjenost
Krijesnice žive na svim kontinentima, osim na Antarktici. Na području Srednje i Južne Amerike živi vrsta Photinus pyralis. To je vrsta s najsnažnijim svjetlom. Na područjima gdje žive, nastanjuju raslinje, šume, livade, žive u tlu kao i ispod kamenja.
Na području Hrvatske žive dvije vrste :
- Ivanjska krijesnica, Lampyris noctiluca i
- Mala ivanjska krijesnica, Lampyris splendidula

Kod obje vrste samo mužjaci imaju krila. Kod ivanjskih krijesnica svijetle samo ženke (koje ne lete). Za krijesnice koje lete su tipični samo mužjaci vrste malih ivanjskih krijesnica.

## Vanjske poveznice
- Odgovor na pitanje o krijesnicama  Arhivirana inačica izvorne stranice od 29. lipnja 2007. (Wayback Machine)
- Luminiscencija kukaca  Arhivirana inačica izvorne stranice od 20. studenoga 2005. (Wayback Machine)
- Fotografije krijesnica  Arhivirana inačica izvorne stranice od 12. prosinca 2005. (Wayback Machine)
- Atlas porodica Lampyridae u Rusiji

### Ostali projekti
|  | Wikivrste imaju podatke o taksonu Lampyridae |